# کرت کوبین: مونتاژ گجسته
کرت کوبین: مونتاژ گجسته (انگلیسی: Kurt Cobain: Montage of Heck) فیلمی آمریکایی در ژانر مستند محصول سال ۲۰۱۵ دربارهٔ کرت کوبین، خواننده گروه نیروانا است و شامل کارهای هنری، نقاشی‌ها و کلاژهای آوایی و دیداری از وی است. فیلم پس از پریمیر در جشنواره فیلم ساندنس از اچ‌بی‌او پخش شد.